# Картахена (Колумбия)
Вижте пояснителната страница за други значения на Картахена.
Картахѐна (на испански: Cartagena, пълно име Cartagena de Indias, Картахѐна де Ѝндиас) е град в Колумбия.
Разположен е в северната част на страната на брега на Карибско море. Главен административен център на департамент Боливар. Основан е през 1533 г. Второто по важност пристанище на страната. Нефтопреработвателна, нефтохимическа, обувна и хранителна промишленост. Износ на нефт, кафе, злато и платина. Картахена е петият по големина град в Колумбия след столицата Богота, Меделин, Кали и Баранкиля. Население около 1 075 000 жители през 2006 г.

## Битка при Картахена
През 1741 г. в битката при Картахена испанците, водени от Блас де Лесо, разгромяват англичаните в решителната битка за запазване на Испанската империя в района на Карибите. Испанците разполагат само с 6 кораба и 4000 души, но под вещото ръководство на Де Лесо побеждават 186 английски кораба с 26 400 души. Битката продължава 67 дни. Англичаните губят 50 кораба, 8000 убити и 7500 ранени, а загубите на испанците са шестте кораба, 800 убити и 1200 ранени. В битката загива и самият адмирал Блас де Лесо.

## Личности
родени в Картахена
- Шарик Леон (р.1974), колумбийска киноактриса
- Анджи Сепеда (р.1974), колумбийска киноактриса

## Побратимени градове
- Сантяго де Куба, Куба
- Сан Кристобал де ла Лагуна, Испания
- Неапол, Италия
- Батуми, Грузия
- Севиля, Испания
- Истанбул, Турция